# 79087 Scheidt
79087 Scheidt este un asteroid din centura principală de asteroizi.

## Descriere
79087 Scheidt este un asteroid din centura principală de asteroizi. A fost descoperit pe 17 octombrie 1977 la Tautenburg de Freimut Börngen. Asteroidul prezintă o orbită caracterizată de o semiaxă mare de 2,58 ua, o excentricitate de 0,20 și o înclinație de 12,8° în raport cu ecliptica.